# Анархизм в США
Анархизм является общей политической философией, формирующейся с XIX в. как совокупность различных антиавторитарных теорий и практик. Основываясь на отрицании принципа власти в социальной организации и отказа от любых ограничений для институтов, основанных на этом принципе, анархизм направлен на развитие общества без господства и принуждения, когда отдельные лица сотрудничают свободно и в условиях динамического самоуправления.
В Соединённых Штатах анархистские идеи распространились в ходе защиты индивидуальных свобод от государства и религиозности и критики либерализма и социализма. Некоторые либертарные мыслители, как американцы Генри Дэвид Торо, Ральф Уолдо Эмерсон и Уолт Уитмен являются по сути предшественниками современных анархических идей контркультуры, экозащиты и гражданского неповиновения.

## Известные анархисты США

### Генри Дэвид Торо
Ге́нри Дэ́вид То́ро (англ. Henry David Thoreau, 12 июля 1817, Конкорд, штат Массачусетс, США — 6 мая 1862, там же) — американский писатель, мыслитель, натуралист, общественный деятель, аболиционист. В 1837 году окончил Гарвардский университет. Под влиянием Р. У. Эмерсона он воспринял идеи трансцендентализма, заключавшиеся в критике современной цивилизации и возврат к природе в духе Ж.-Ж. Руссо. В 1845—1847 годах Торо жил в построенной им самим хижине на берегу Уолденского пруда (недалеко от Конкорда), самостоятельно обеспечивая себя всем необходимым для жизни. Этот эксперимент по уединению от общества он описал в книге «Уолден, или Жизнь в лесу» (1854).
Г. Д. Торо активно участвовал в общественной жизни. Так, в 1846 году в знак протеста по отношению к войне США против Мексики он демонстративно отказался платить налоги, за что был на короткое время заключён в тюрьму. Будучи сторонником аболиционизма, Торо отстаивал права негров. В качестве средства борьбы он предлагал индивидуальное ненасильственное сопротивление общественному злу. Его эссе «О долге гражданского неповиновения» (1849) оказало влияние на Л. Н. Толстого, М. Ганди и М. Л. Кинга. В Бостоне в 1850-е годы существовал «Кружок Паркера», объединявший решительных сторонников освобождения негров. В него, помимо Теодора Паркера, входили Торо и многие друзья последнего — Р. У. Эмерсон, А. Б. Олкотт, У. Чаннинг.
Кроме того, Торо был натуралистом и выступал за охрану природы. Он стал одним из первых в США приверженцев теории эволюции Ч. Р. Дарвина.

### Лисандр Спунер
Лисандр Спунер (Lysander Spooner) — американский философ права, предприниматель и анархист. Родился 19 января 1808 года в Атоле, штат Массачусетс, умер 14 мая 1887 года в Бостоне.
Он был важным представителем американского индивидуалистического анархизма XIX века и аболиционистского движения (против института рабства). Важнейшими работами считаются «The Unconstitutionality of Slavery» и «No Treason. The Constitution of No Authority». Его труды и идеи оказывают и сегодня большое влияние на современный анархо-капитализм и на либертарианство.

### Бенджамен Таккер

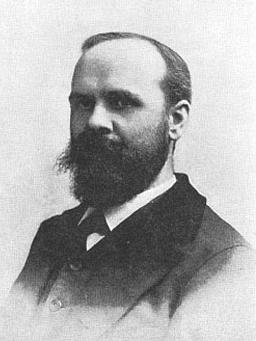
Бенджамен Таккер

Бенджамин Рикетсон Такер (англ. Benjamin Ricketson Tucker, встречается написание Бенджамен Таккер, или Бенджамин Тукер) (17 апреля 1854, Саут-Дартмут, Массачусетс — 22 июня 1939, Монако) — крупнейший идеолог индивидуального анархизма в США XIX века. Последователь Прудона, в течение жизни частично менял доктрину под влиянием других социальных мыслителей, оставаясь авторитетным идеологом анархизма и критиком отклонений от анархизма сподвижников. Редактор и издатель журнала индивидуального анархизма «Либерти». Наиболее известная книга носит название «Вместо книги».
Хотя Такер описывал свою идеологию как «Анархический социализм», он не считается социалистом в современной терминологии, на которую оказало влияние учение Маркса и Энгельса, ограничивающее широкое значение термина. Во времена Такера под социализмом подразумевалась любая идеология, требующая изменения капиталистического общества и законодательной защиты прав трудящихся. В отличие от марксистов, Такер выступал за частный контроль над средствами производства и против общественного контроля над ними.
Ранний Такер придерживался философии «естественного права», по которой каждый человек имеет неотчуждаемое право контроля над плодами своего труда и на невмешательство со стороны. В дальнейшем, под влиянием Штирнера, он перешёл на позицию «эгоизма», утверждая, что в обществе главенствует «право силы», преодолеваемое только созданием договорных отношений. В 1960—70 годах его поздние идеи, связанные с заменой государства на частные институты, в том числе государства как гаранта безопасности, были восприняты движением т. н. анархо-капитализма.
Такер последовательно выступал против коммунизма, указывая, что даже освобождённое от государства коммунистическое общество неизбежно будет ограничивать свободу личности.

### Иоганн Мост

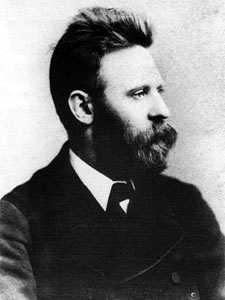
Иоганн Мост

Иоганн Мост (нем. Johann Most, 5 февраля 1846 — 17 марта 1906) — немецко-американский анархист и оратор, в конце XIX века продвигал революционную стратегию «пропаганды действием». В 1874-78 депутат социал-демократической фракции в Рейхстаге. Разочарование в парламентаризме превратило Моста в убежденного анархиста. Переехав в Лондон он основывал революционную газету «Die Freiheit», где в 1881 году выражал восхищение по поводу убийства Александра II в России. В 1885 году вышла самая известная его книга под названием «Наука революционных военных действий: руководство по использованию и приготовлению нитроглицерина, динамита, пироксилина, гремучей ртути, бомб, запалов, ядов и прочего». В США у него благодаря ораторскому мастерству появились последователи, ярчайшими из которых оказались Эмма Голдман и Александр Беркман. В 1892 году Беркман осуществил «пропаганду действием» совершив покушение на Генри Клея Фрика, повинного в репрессиях против рабочих. Однако Беркман не получил поддержки И. Моста, а наоборот подвергся резкой критике. Разгневанная Голдман публично отстегала Моста кнутом по лицу, обвинив в трусости. В 1906 году И. Мост умер покинутым своими прежними единомышленниками.

### Вольтарина де Клэр

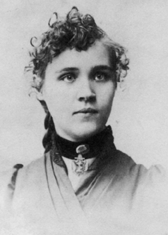
Вольтарина де Клэр

Вольтарина де Клер (17 ноября 1866 — 20 июня 1912) — американская анархистка и феминистка, одна из ключевых фигур в истории анархизма в США. Известна своими публикациями и выступлениями по вопросам антиэтатизма, института семьи и отношений между религией, сексуальностью и правами женщины. Как сторонница свободомыслия, де Клер изначально позиционировала себя как анархистку-индивидуалистку, но впоследствии стала называть себя анархисткой без прилагательных, стремясь избегать идеологических раздоров.
С годами её политические взгляды отклонялись то в одну, то в другую сторону, но, в конце концов, она остановилась на «анархизме без прилагательных», принимая эту идею в её чистом виде. Примечательно, что Вольтарина де Клер и блестящая американка Эмма Гольдман, бывшая самой известной женщиной-анархисткой, так и не стали близки. Преданность де Клер идеалам индивидуализма можно увидеть в её отзывах о Гольдман: «Мисс Гольдман является коммунисткой; я являюсь индивидуалисткой. Она хочет уничтожить право собственности — я желаю сохранить его. Я объявляю войну властям и привилегиям всюду, где право собственности, право человека на самого себя, ущемляется. Она считает что кооперация в итоге вытеснит конкуренцию; я считаю, что конкуренция между людьми всегда будет существовать, и это повод для радости а не для огорчения.»
Впоследствии, однако, де Клер была вынуждена отвергнуть индивидуализм. В 1908 г. она говорила, что «лучшая вещь, которую могут сделать простые рабочие мужчины и женщины это самоорганизоваться для производства товаров без денег вообще» и «лучший вид производства — кооперативный, без разделения на работника и работодателя.» В 1912 г. она утверждала, что ошибка Парижской коммуны была в том, что в ней «сохранилась [частная] собственность.» В своём эссе «The Commune Is Risen» она пишет: «Короче говоря, хотя были и другие причины, почему Коммуна пала, главным было то, что в тот час когда это было необходимо, коммунары не были коммунистами. Они пытались разорвать политические оковы, не нарушая экономические…».
«И социализм и коммунизм потребуют такой степени коллективизма и администрирования, которая породит больше контроля, чем это согласовывается с идеалами анархизма; индивидуализм и мютюэлизм потребуют для защиты собственности больше частных охранных служб, чем это укладывается в моё понимание свободного общества.» Так она стала одной из наиболее известных активисток, защищающих анархизм без прилагательных. В «The Making of an Anarchist» она пишет: «Я больше не вешаю на себя ярлыков, мне достаточно просто считать себя анархисткой».

### Эмма Гольдман

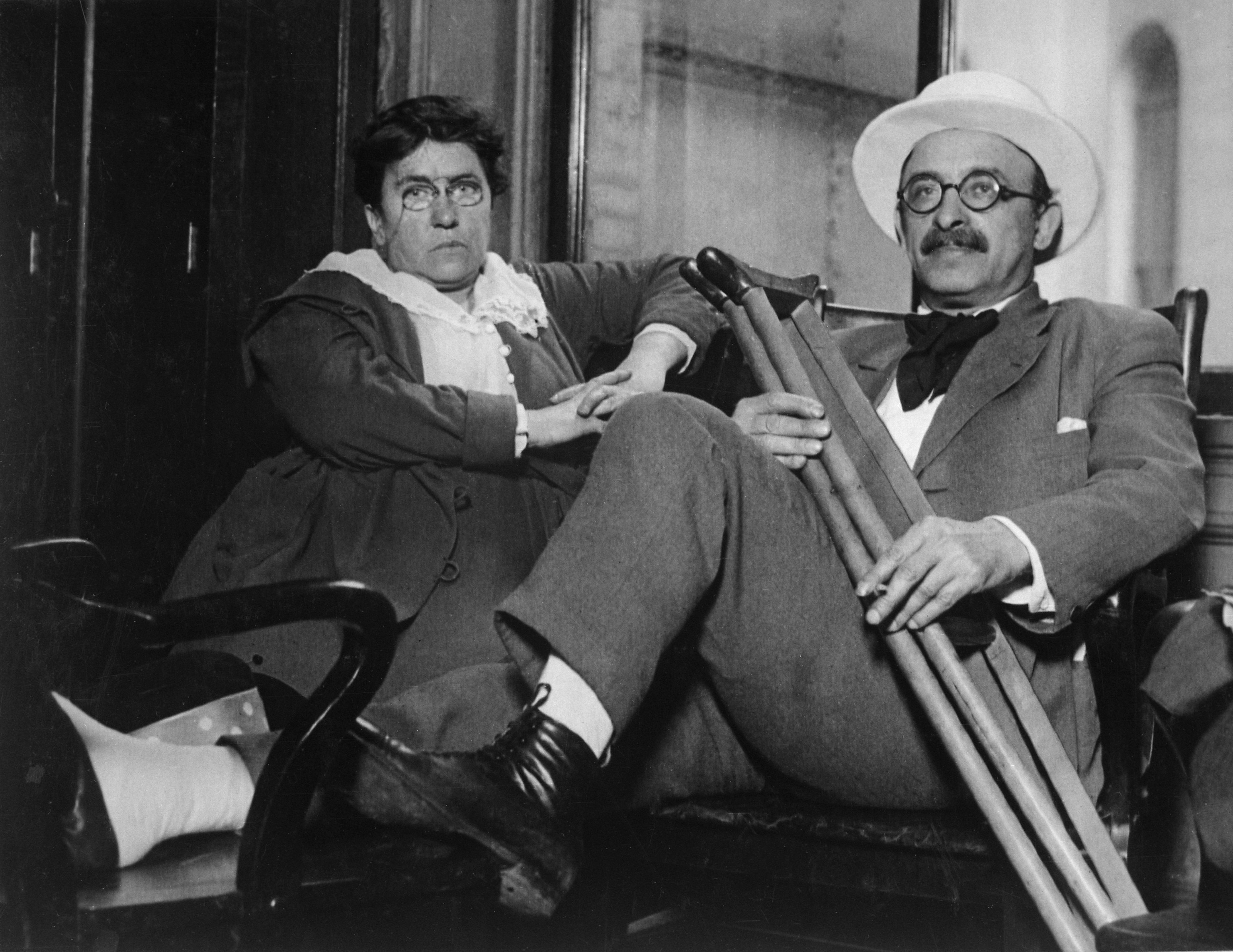
Эмма Гольдман и Александр Беркман, 1917 г.

Э́мма Го́льдман (англ. Emma Goldman, известная также как Красная Эмма, 27 июня 1869 — 14 мая 1940) — знаменитая североамериканская анархистка первой половины XX века. Родилась в мелкобуржуазной еврейской семье в Ковно (современный Каунас, Литва), где её семья содержала небольшую гостиницу. В 17 лет Эмма вместе со своей старшей сестрой Еленой эмигрировала в США, где в Рочестере, штат Нью-Йорк, начала работать на текстильной фабрике. В 1887 году Эмма вышла замуж за фабричного рабочего Джекоба Кершнера и получила американское гражданство. Известия о повешении четырёх анархистов, участвовавших в бунте на Хеймаркет в Чикаго, подтолкнули Эмму к присоединению к американскому анархистскому движению. В 1893 году Гольдман много разъезжала по стране с выступлениями в поддержку левого движения и в том же году она была впервые арестована и помещена в тюрьму Блэквелл-Айленд за призывы к экспроприации, озвученные ею перед безработными (Требуйте работы! Если вам не дают работы — требуйте хлеба! Если вам не дают хлеба — возьмите его сами!). В 1910-х гг. Гольдман выступала в городах США с лекциями, пропагандирующими анархизм. Исходя из своих анархистско-феминистских взглядов, в этих же лекциям Гольдберг высказывалась против института брака и призывала женщин к раскрепощённости, то есть «свободной любви». В 1914 году она принимала участие в протестах анархистов против Джона Рокфеллера, которые были грубо разогнаны полицией. 11 февраля 1916 года Эмма вновь арестована. На этот раз — за распространение литературы о контроле над рождаемостью. В конце 1919 года Эмма Гольдман, Александр Беркман и большая группа других депортированных из числа уроженцев бывшей Российской империи были посажены на пароход («советский ковчег») и отправлены в Советскую Россию. Эмма прожила в России два года (в то время она была хорошо знакома с Джоном Ридом и Луизой Брайант), и как только стал возможен выезд из России за границу, покинула «первое в мире государство рабочих и крестьян». Умерла Эмма Гольдман 14 мая 1940 года в Торонто. Американскими иммиграционными властями было дано разрешение на её захоронение в США, и она была похоронена в Форест-Парк, штат Иллинойс. На могиле Эммы Гольдман написано «Liberty will not descend to a people, a people must raise themselves to Liberty» («Свобода не снизойдёт на народ. Народ должен сам подняться к Свободе»).

### Александр Беркман
Александр Беркман (21 ноября 1870, Вильна — 28 июня 1936, Ницца) — одна из крупнейших фигур интернационального анархического движения конца XIX — начала XX веков. Участвовал в анархическом движении США, России, Германии, Франции. Беркман родился в Вильнюсе в Российской империи и эмигрировал в США в восемнадцатилетнем возрасте в 1888 году. Проживая в Нью-Йорке, стал активным участником анархического движения, попав под влияние Иоганна Моста. Любовник и товарищ Эммы Голдман. В 1892 году Беркман неудачно попытался убить Генри Клей Фрика, за что отсидел 14 лет в тюрьме, где была написана первая книга «Тюремные воспоминания анархиста». В 1917 году Беркман и Голдман были приговорены к двум годам тюремного заключения за антивоенную деятельность. После освобождения были арестованы — вместе с сотнями других людей и депортированы в Россию. Разочаровавшись в Советском Союзе, писал обличительные книги против большевиков. Сломленный тяжёлой болезнью, покончил с собой в 1936 году.

### Альберт Джей Нок

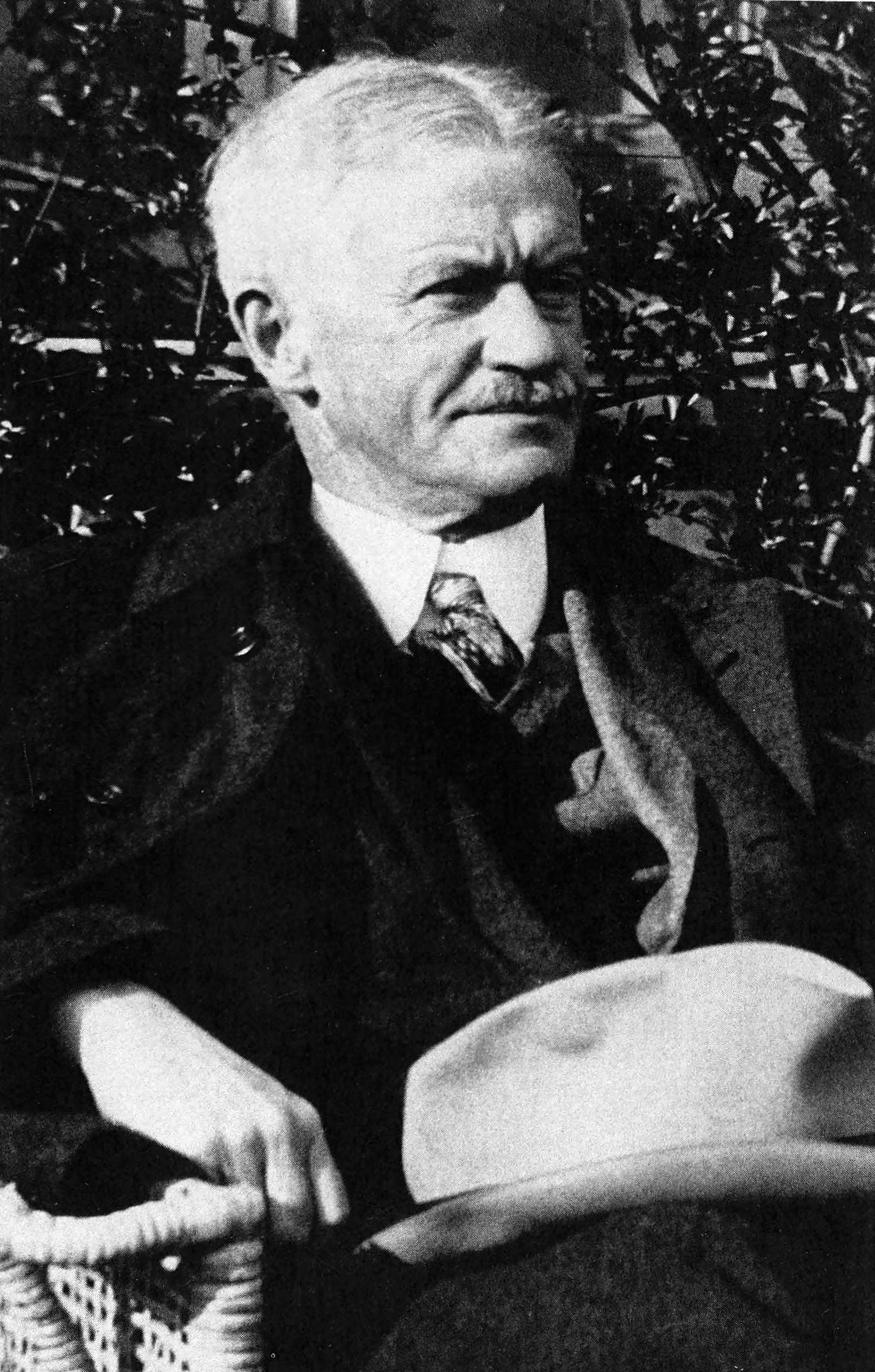
Альберт Джей Нок

Альберт Джей Нок (13 октября 1870 — 19 августа 1945) — американский анархист-либертарианец, педагог и общественный критик начала-середины XX в. Оказал огромное влияние на последующие поколения американских мыслителей, включая таких известных либертарианцев как Мюррей Ротбард, Айн Рэнд, Фрэнк Ходоров и Леонард Рид, и таких известных консерваторов как Уильям Бакли. Определяя себя в качестве «философского анархиста», Нок выступал за радикальную идею общества, свободного от вмешательств политического «суверенного государства». Он определял государство как «заявленную и практикуемую монополию на беззаконие». Нок отрицал централизацию, государственное регулирование, подоходный налог и общеобязательное образование — всё, что он воспринимал как признаки деградации общества. Он отвергал на равных все разновидности тоталитаризма, включая «большевизм … фашизм, гитлеризм, марксизм [и] коммунизм», но при этом не менее сильно критиковал демократию. Нок утверждал, что вместо «практической причины для свободы, состоящей в том, что свобода выглядит единственным условием для развития любого вида существенной моральной мысли — мы насаждали закон, принуждение и авторитаризм во всех формах, и при всём этом нам по-прежнему нечем гордиться.» («На пути к верной цели», «The American Mercury», 1925)
В своих трудах Альберт Джей Нок основывался на концепции государства Ф. Оппенгеймера гласившей, что, приобретая себе благосостояние, человек действовует только двумя методами: либо созидательным, производящим благо методом «экономическим методом», как действует добровольный обмен и независимый рынок; либо разрушающим благо методом «политическим методом», как действуют грабители и как действует государство, грабя народ. Взгляды Ф. Оппенгеймера побудили Альберта Джея Нока, писавшего об антиэтатизме, уже в начале 20-го века, заявить в своей книге «Наш Враг: Государство» следующее: «Взяв любое государство, где бы оно ни находилось, проникнув в его историю в любой момент времени, невозможно отличить деятельность основателей, администраторов и бенефициаров государства от подобной деятельности профессионально-криминального класса, организованной преступности.»
Определяя себя в качестве «философского анархиста», Нок выступал за радикальную идею общества, свободного от вмешательств политического «суверенного государства». Он определял государство как «заявленную и практикуемую монополию на беззаконие». Нок отрицал централизацию, государственное регулирование, подоходный налог и общеобязательное образование — всё, что он воспринимал как признаки деградации общества. Он отвергал на равных все разновидности тоталитаризма, включая «большевизм … фашизм, гитлеризм, марксизм [и] коммунизм», но при этом не менее сильно критиковал демократию. Нок утверждал, что вместо «практической причины для свободы, состоящей в том, что свобода выглядит единственным условием для развития любого вида существенной моральной мысли — мы насаждали закон, принуждение и авторитаризм во всех формах, и при всём этом нам по-прежнему нечем гордиться.» («На пути к верной цели», «The American Mercury», 1925)
В течение 1930-х годов, Нок был одним из наиболее последовательных критиков Нового курса президента Франклина Рузвельта. В своей работе «Наш враг государство» Нок утверждал, что Новый курс был лишь предлогом для федерального правительства, чтобы установить беспрецедентный контроль над обществом. Он был обеспокоен тем, что президент собрал такое количество единоличной власти в свои руки и считал такое развитие событий фактически государственным переворотом. Нок критиковал тех, кто верил, что вмешательство государства в экономику будет лишь временным явлением, справедливо замечая, что нет ничего более постоянного, чем временное. Он верил, что инфляционистская монетаристская политика республиканской администрации в 1920-е годы была одной из главных причин начала Великой Депрессии, а Новый курс несёт главную ответственность за увековечение её.
Нок был также страстным противником войны и всего того, что он считал агрессивной внешней политикой американского правительства. Он верил, что война лишь ухудшает ситуацию в обществе, утверждая, что порождаемые ей коллективизм и милитаризм влекут за собой «укрепление универсальной веры в насилие, что в свою очередь приводит в движение бесконечные авантюры за империализм, бесконечные националистические амбиции», в то же время оплачиваемые ценой бесчисленных человеческих жизней. В течение Первой мировой войны Нок писал для издания «The Nation», которое за свою антивоенную позицию беспощадно цензурировалось администрацией президента Вудро Вильсона. Несмотря на своё отвращение к коммунизму, Нок подверг резкой критике вторжение США в Россию после парламентской революции и октябрьского большевистского переворота. До Второй мировой войны Нок написал серию статей, выражая сожаление по поводу того, что он видел, как «трюкачество» Рузвельта и интервенционизм неизбежно приведут к участию США в войне. Нок придерживался принципиальной оппозиции к войне, что конечно было редкостью в то время.

### Фрэнк Ходоров

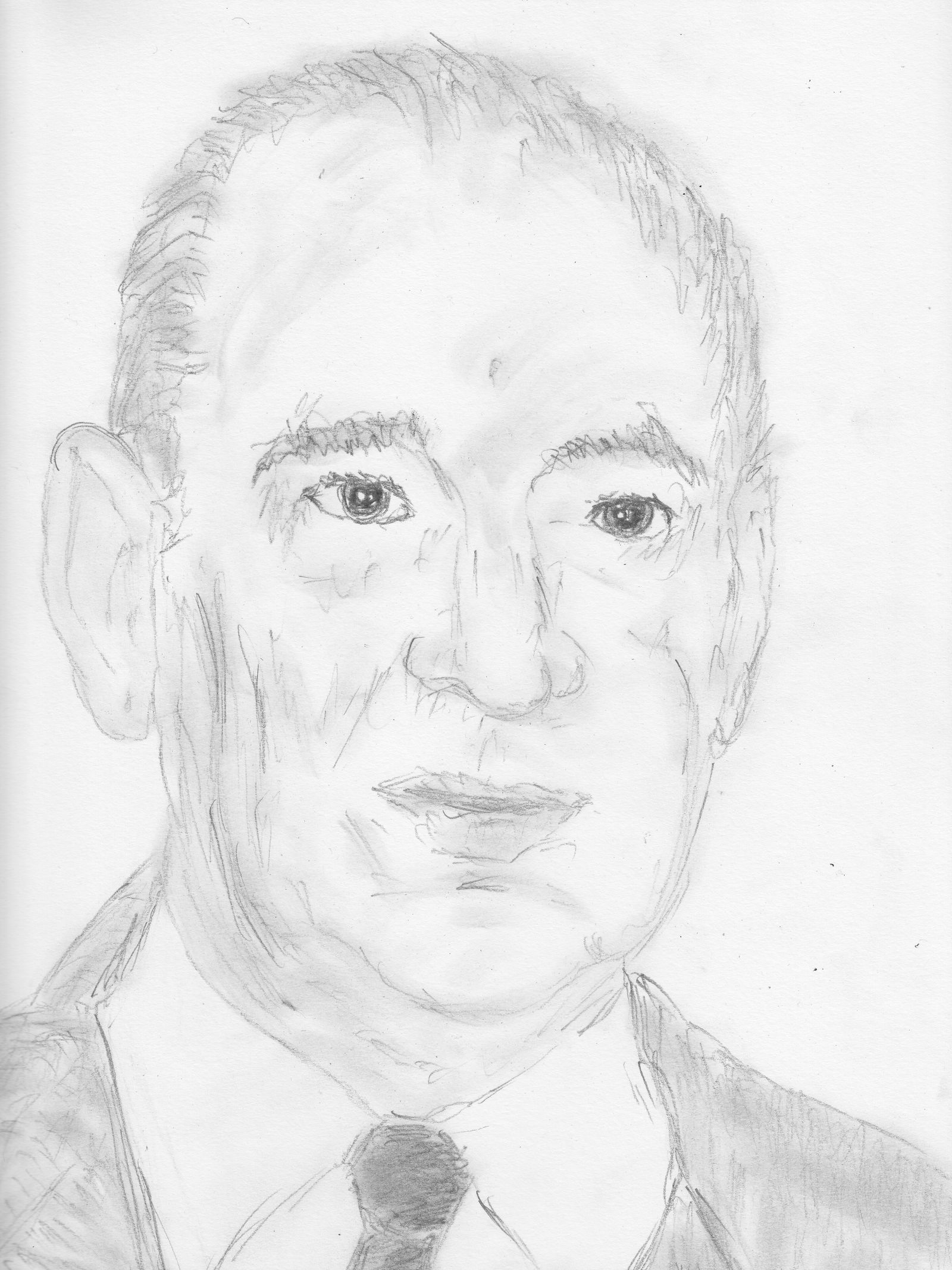
Фрэнк Ходоров, портрет

Фрэнк Ходоров (англ. Frank Chodorov; 15 февраля 1887 года, Нижний Манхэттен, Нью-Йорк — 28 декабря 1966 года, Нижний Манхэттен, Нью-Йорк), при рождении Фишель Ходоровский (англ. Fishel Chodorowsky) — один из виднейших деятелей американского консервативного движения «Старых Правых (США)» (англ. «Old Right» (United States)), сочетавшего себе принципы классического либерализма и либертарианского консерватизма. Отстаивал невмешательство и призывал к (политике невмешательства) Федерального правительства США во внешней политике Соединённых Штатов Америки (Политика невмешательства США), выступал против принятия «Нового Договора» 32-го президента Франклина Рузвельта и критиковал вступление Соединённых Штатов Америки во Вторую Мировую войну. Ральф Рэйко, американский историк классического либерализма и профессор истории из Колледжа Штата Буффало, называл Фрэнка Ходорова "одним из последних величайших представителей «Старых Правых».
В своих работах Фрэнк Ходоров пишет об антиэтатизме, анархо-индивидуализме, частной собственности и суверенитете личности человека. Основная идея Ходорова заключается в том, что государство и центральное правительство не должны вмешиваться в жизнь и собственность человека, и в деятельность местных органов власти штатов. Центральной темой в работах Ходорова является человек, его собственность и его свобода.
Государство не должно вести интервенционистскую политику во внешних делах, и не должно вмешиваться в дела других государств. Большой пласт работ Фрэнка Ходорова, касающийся внешней политики государств, и вообще политики невмешательства, посвящен антивоенной направленности. Ходоров утверждает, что война есть причина усиления и разрастания власти, и уничтожения прав и свобод человека: 
«Ежедневно мы должны повторять себе как „Отче Наш“, правду о том, что война является причиной обстоятельств, приводящих к бедности; что война ничем не оправдана; что никакая война не приносит пользы людям; что война — это инструмент, в соответствии с которым, имущие наращивают свое влияние на неимущих; что война повсеместно уничтожает свободу».
«Все войны заканчиваются, хотя бы временно. Но власть, приобретенная государством, сохраняется; политическая власть никогда не отрекается от престола» (Frank Chodorov, Charles H. Hamilton (1980). «Fugitive essays: selected writings of Frank Chodorov», Liberty Fund Inc.)
Главным сочинением Фрэнка Ходорова, где он указывает на налоги как источник и корень всего зла, является книга «Налог: корень зла»..
К 2018 году либертарианские идеи Фрэнка Ходорова дошли, наконец, и до России, в ноябре 2018 была впервые издана в печатном виде его книга «Налог: корень зла»..
Фрэнк Ходоров выступает против налогообложения и отстаивает право частной собственности как основополагающее право для обеспечения индивидуальной свободы: 
«Независимо от того, что социализм есть, или как утверждается, его первым принципом является отрицание частной собственности. Все виды социализма, а их много, согласны с тем, что права собственности должны принадлежать политическому истеблишменту. Ни одна из схем, отождествленных с этой идеологией, таких как национализация промышленности или социализированная медицина, или отмена свободного выбора, или плановая экономика, не может вступить в действие, если правительство утвердит право человека на его собственность» (FEE Classic Reprint: The Source of Rights. The Individual’s Claim to His Property Must Be Recognized by Government)
Ещё более объемным и наиболее категоричным направлением его работ является проблема налогообложения. По убеждению Ходорова, налогообложение, как факт насильственного изъятия имущества человека или дохода человека — является отрицанием существования частной собственности, и отрицанием остальных прав и свобод человека. По словам Ходорова, государство, вторгаясь в частную жизнь и собственность человека посредством налогообложения, прокладывает себе путь к дальнейшему интервенционизму в индивидуальные права и свободы, и их искоренению. Ходоров утверждает, что государство, начиная лишь с налогообложения доходов, приходит к овладению всей частной собственностью, и к социализму: 
«Франк Ходоров утверждает, что налогообложение — это акт принуждения, который нарушает индивидуальные права на собственность и, если его довести до логических пределов, приведет к овладению всем производством и собственностью в руках государства, то есть к социализму».

### Сакко и Ванцетти

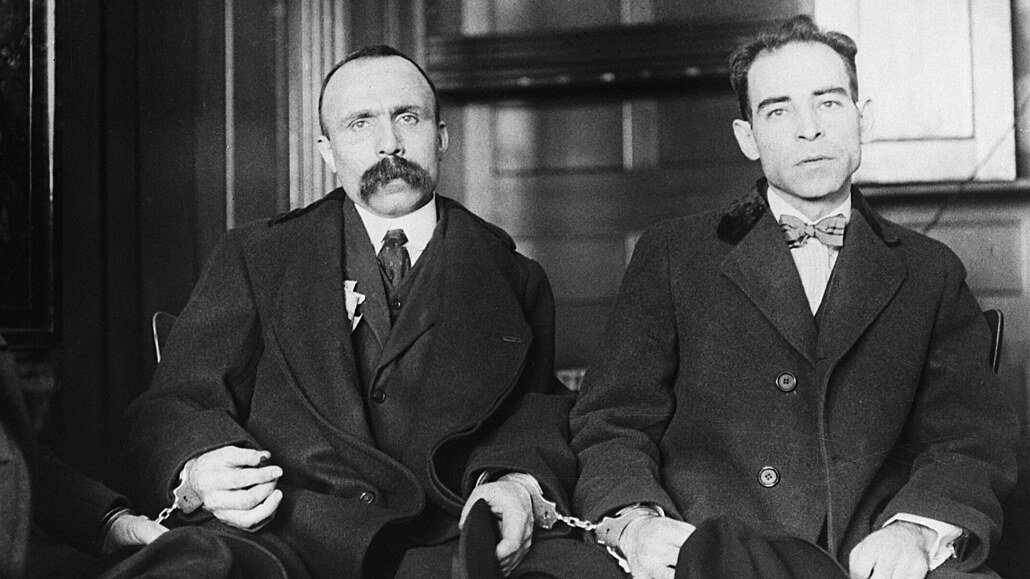
Бартоломео Ванцетти (слева) и Никола Сакко (справа), скованные наручниками.

Никола Сакко (итал. Ferdinando Nicola Sacco, 22 апреля 1891 — 23 августа 1927) и Бартоломео Ванцетти (итал. Bartolomeo Vanzetti, 11 июня 1888 — 23 августа 1927) — участники движения за права рабочих, рабочие-анархисты, выходцы из Италии, проживавшие в США.
Стали широко известны после того, как в 1920 году в США им было предъявлено обвинение в убийстве кассира и двух охранников обувной фабрики в г. Саут-Брейнтри. На судебных процессах, проходивших в городе Плимут, 14 июля 1921 года суд присяжных, проигнорировав слабую доказательную базу обвинения и ряд свидетельских показаний, говоривших в пользу обвиняемых, вынес вердикт о виновности Сакко и Ванцетти и приговорил их к смертной казни. Все ходатайства были отклонены судебными органами штата Массачусетс. 23 августа 1927 года Сакко и Ванцетти были казнены на электрическом стуле. Процесс и последовавшие за ним попытки добиться пересмотра дела вызвали широкий резонанс в мире. Многие люди были уверены в невиновности казнённых, и этот процесс стал для них символом беззакония и политических репрессий.

### Мюррей Ротбард

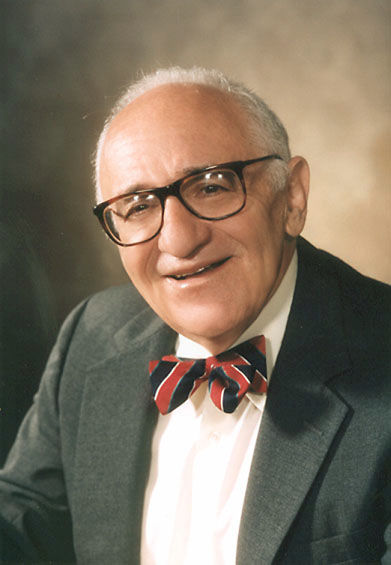
Мюррей Ротбард.

Мюррей Ротбард (англ. Murray Rothbard; 2 марта 1926, Бронкс, Нью-Йорк, США — 7 января 1995, Нью-Йорк, США) — американский экономист, представитель австрийской школы в экономической науке, один из последователей традиции Людвига фон Мизеса. Выступал за свободу предпринимательства и невмешательство государства в экономическую деятельность. Представитель либертарианства и сторонник построения анархического общества на основе свободного рынка. Ввёл в употребление термин «анархо-капитализм».
Мюррей Ротбард известен как величайший из живших когда-либо врагов государства, и его книга «Анатомия Государства» является самым кратким и мощным изложением антиэтатизма. Следуя за Францем Оппенгеймером и Альбертом Ноком, Ротбард рассматривает государство как опасное хищное существо. Оно ничего не производит, а только крадет ресурсы у тех, кто занимается производством благ. В книге «Анатомия Государства» Ротбард демонстрирует нам, как государство попирает и преступает все то, чего придерживаются законопослушные граждане, и как оно действует под ложным прикрытием «благих намерений». Другими словами, государство организованно воровством, организованным ограблением, организованной эксплуатацией. И этот существенный характер государства в высшей степени определяется тем фактом, что государство опирается в своей основе на налогообложение.

«Вкратце, Государство — это такая организация в обществе, которая стремится поддерживать монополию на применение насилия и принуждения на определённой территории; в особенности, это единственная организация в обществе, которая получает свой доход, не при помощи добровольных взносов или платежей за товары, или оказанные услуги, а исключительно при помощи принуждения к насильственному платежу». 
— Мюррей Ротбард «Анатомия Государства»

«В то время, как другие индивиды и институты получают свой доход посредством мирной и добровольной торговли, продажи своих товаров или услуг друг другу, государство получает свой доход, используя насилие и принуждение, угрожая людям тюрьмой и штыком.» Используя насилие и принуждение для извлечения своего дохода, государство обычно не останавливается на достигнутом, оно правит, и продолжает регулировать и принуждать к своим порядкам, оно и далее насаждает неравные условия и диктует остальные действия для «своих подданных».
— Мюррей Ротбард «Анатомия Государства»
В своих произведениях Ротбард отстаивал концепцию свободного рыночного общества и заявлял, что государственное вмешательство в экономику недопустимо. Он считал, что рынок и без помощи государства сможет удовлетворять потребности людей, защищать их свободы и успешно развиваться благодаря конкуренции различных компаний за потребителей. Его работы внесли большой вклад в развитие идей антиэтатизма, анархо-индивидуализма и либертарианства.

Мюррей Ротбард, вопреки устоявшемуся в то время мнению о том, что действия государства и рынка похожи друг на друга, вслед за Францем Оппенгеймером и Альбертом Ноком, заявляет, что они диаметрально противоположны друг другу:
«Первые необходимо предполагают насилие, агрессию и эксплуатацию, а последние являются необходимо гармоничными, мирными и взаимовыгодными для всех.»

### Мюррей Букчин
Мюррей Букчин (англ. Murray Bookchin, 14 января 1921 — 30 июля 2006) — американский либертарный социалист, политический и социальный философ, защитник окружающей среды, атеист, оратор и публицист. Большую часть своей жизни он называл себя анархистом, хотя уже в 1995 году отказался от своей идентификации с данным движением. Пионер экологического движения, Букчин был основателем социальной экологии в рамках либертарного социализма и экологистской мысли. Он является автором более чем двух десятков книг по вопросам политики, философии, истории, вопросам урбанизации, а также по вопросам экологии.
Букчин был антикапиталистом и красноречивым защитником идей децентрализации и деурбанизации общества. Его произведения о либертарном муниципализме, теории прямой демократии оказали влияние на Зелёное движение, а также антикапиталистические группы прямого действия, такие как движение «Вернем себе улицы». Он был критиком биоцентрических теорий, таких как глубинная экология (deep ecology) или биоцентристские идеи социобиогологов, и его критические замечания в отношении зеленых, сторонников идей нью-эйджа, например Чарлина Спретнэка (Charlene Spretnak), явились вкладом в развитие американского зелёного движения 1990-х.

### Ноам Хомский

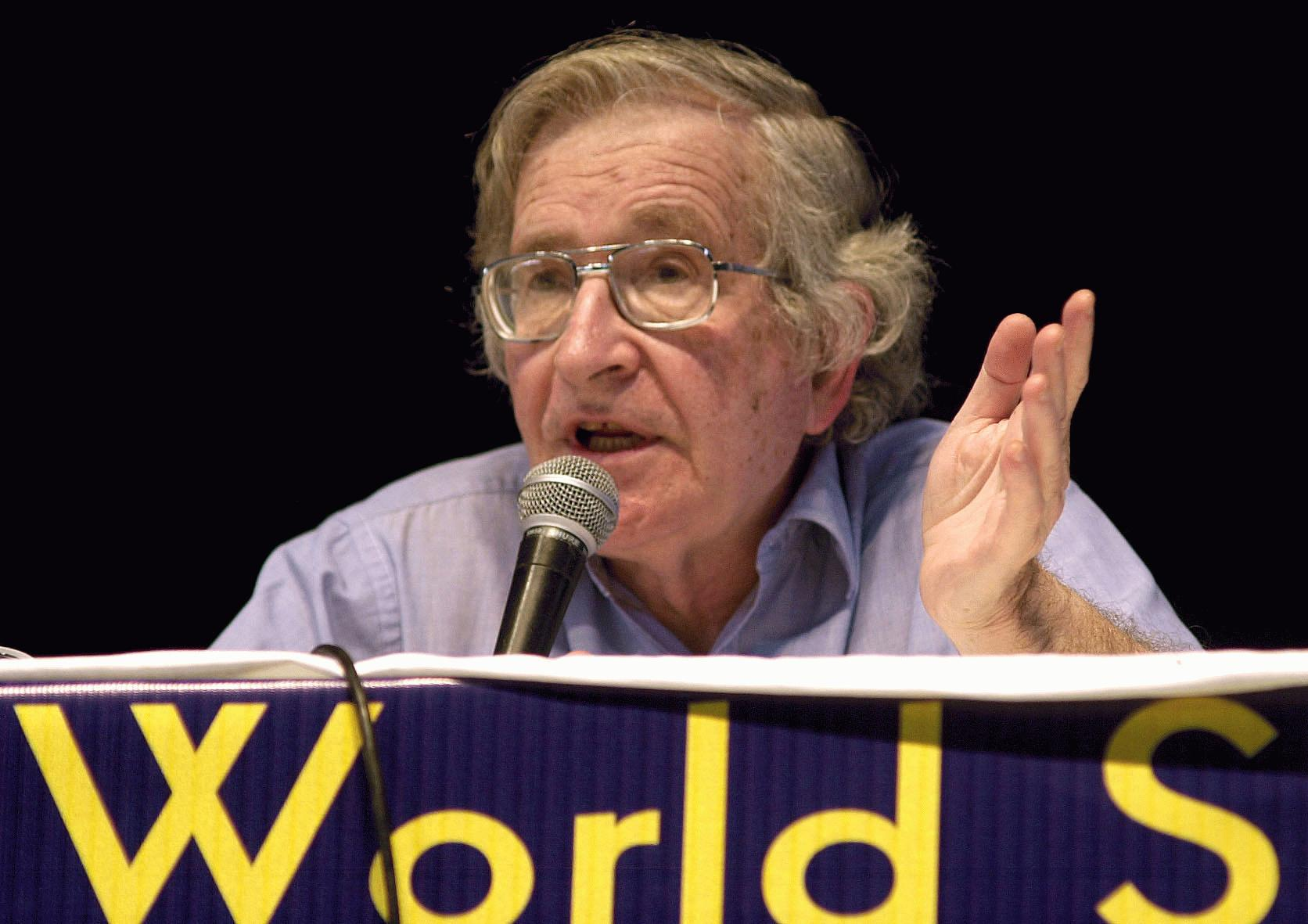
Ноам Хомский выступает на Всемирном социальном форуме, 2003 г.

Аврам Ноам Хомский (часто транскрибируется как Хомски или Чомски, англ. Avram Noam Chomsky — Эврэм Ноэм Чомски; 7 декабря 1928, Филадельфия, штат Пенсильвания, США) — американский лингвист, политический публицист и теоретик. Институтский профессор лингвистики Массачусетского технологического института, автор классификации формальных языков, называемой иерархией Хомского. Его работы о порождающих грамматиках внесли значительный вклад в упадок бихевиоризма и содействовали развитию когнитивных наук. Помимо лингвистических работ, Хомский широко известен своими радикально-левыми политическими взглядами, а также критикой внешней политики правительств США. Сам Хомский называет себя либертарным социалистом и сторонником анархо-синдикализма.

### Джон Зерзан

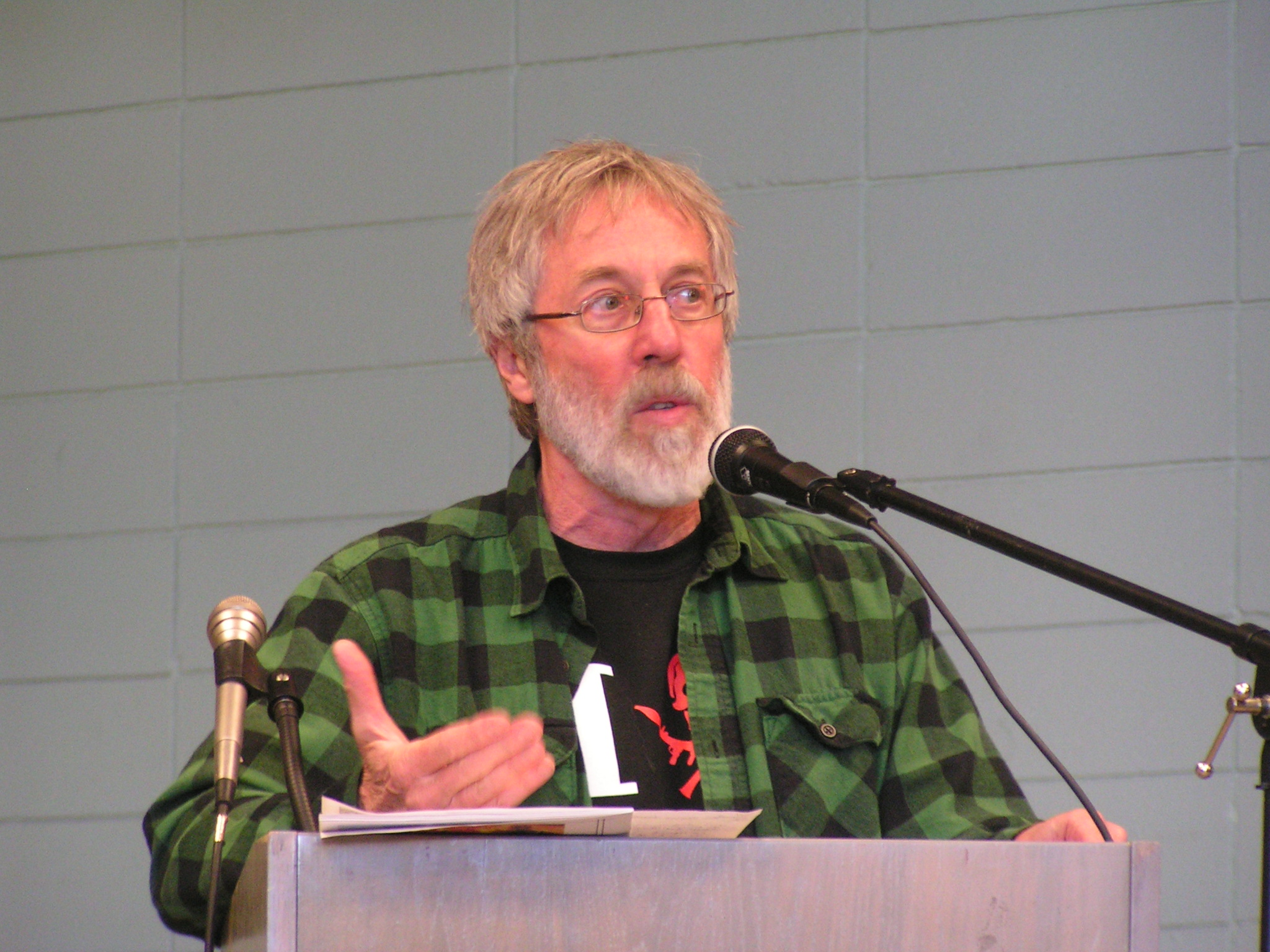
Джон Зерзан

Джон Зерзан (англ. John Zerzan, 1943) — американский философ-примитивист и социолог, один из основных представителей анархо-примитивизма. Родился во время Второй мировой войны, активно работает и поныне. Главное содержание его работ заключается в критике цивилизации и аграрной культуры добывания пищи. Он апеллирует к данным социальной антропологии и этнографии, наглядно убеждая в преимуществах первобытного строя и собирательства. Подлинный Золотой Век он находит в жизни бушменов и вообще племён, в которых обрядовость, шаманизм, одомашнивание животных, выращивание табака не получили развития, оставляя живущим в них людям безграничное единение с природой и её глубокое, непосредственное понимание. Все вышеперечисленные попытки изменять правила природы Зерзан всегда рассматривает как ошибочный и гибельный путь ухода от природы, «отчуждение». В своеобразную «ось зла» входят неолитическая революция и связываемое с ней развитие символической культуры, в частности языка и письменности. Позитивная программа Зерзана представлена пылким призывом к постепенному, но решительному возврату к корням человечества (см.Анархо-примитивизм), отказу от цивилизации. Именно там, в первобытном сообществе охотников-собирателей, он видит единственно возможное благополучие человека и идеал его взаимодействия с биосферой.
Ценности Зерзана в целом совпадают таковыми у анархо-примитивистов. Для него характерны осуждение терроризма и гражданского (но не антисистемного) насилия, отрицание возможности развития существующей демократической системы, признание необходимости отказа от цивилизации и городов, земледелия, полный атеизм, человек для Зерзана желателен как биологический вид и часть биосферы, с полным отрицанием мессианской и прогрессистской («per aspera ad astra») сути человека и его особой преобразующей роли как разумного вида.

### Боб Блэк
Боб Блэк (англ. Bob Black; 4 января 1951, Детройт) — американский анархист. Написал книги: «Упразднение работы и другие эссе» (1985), «Дружественные пожары» (1992), «Под подпольем» (1994), «Анархия после левизны» (1996), и другие. Издательство «Гилея» издало часть его работ в сборнике «Анархизм и другие препятствия для анархии». Хотя Боб Блэк не является анархо-примитивистом, в двух его работах («Упразднение работы» и «Первобытное изобилие») упоминается первобытное общество (например, племя бушменов), в котором люди очень мало работают по сравнению с жителями цивилизованного общества.
Предлагаемая Блэком альтернатива — не безделье, а иная организация труда. Боб Блэк осуждает принудительный труд, и предлагает заменить его на труд добровольный. Блэк отсылает читателя к исследованию антрополога Маршалла Салинса, в котором описываются охотники-собиратели, работающие по четыре часа в день.
В эссе «Анархизм и другие препятствия для анархии» Блэк критикует современных американских левых и анархистов. В «Феминизм как фашизм» рассматривает феминизм как фашизм и женский шовинизм. В эссе «Оглядываясь на Покидая двадцатый век — реализация и подавление ситуационизма» Боб Блэк анализирует ситуационизм.

### Ферал Фавн
Ферал Фавн (англ. Feral Faun) — американский анархист, постлефтист, автор эссе «Анархистская субкультура», «Полицейские в наших головах», «Дикая революция», и других. Известен также под псевдонимом Вольфи Ландстрейчер (Wolfi Landstreicher, слово «Landstreicher» по-немецки значит «бродяга»). Один из авторов сборника «На ножах со всем существующим». Близок к инсуррекционизму, анархо-примитивизму, штирнерианству, сюрреализму и ситуационизму.
Был редактором издания «Willful Disobedience», выпускавшееся в период с 1996 по 2005 год, и в настоящее время выпускает различные брюшюры и буклеты в проекте «Venomous Butterfly Publication». Его идеи повлияли на повстанческий анархизм и на критику цивилизации.